# Don Ross

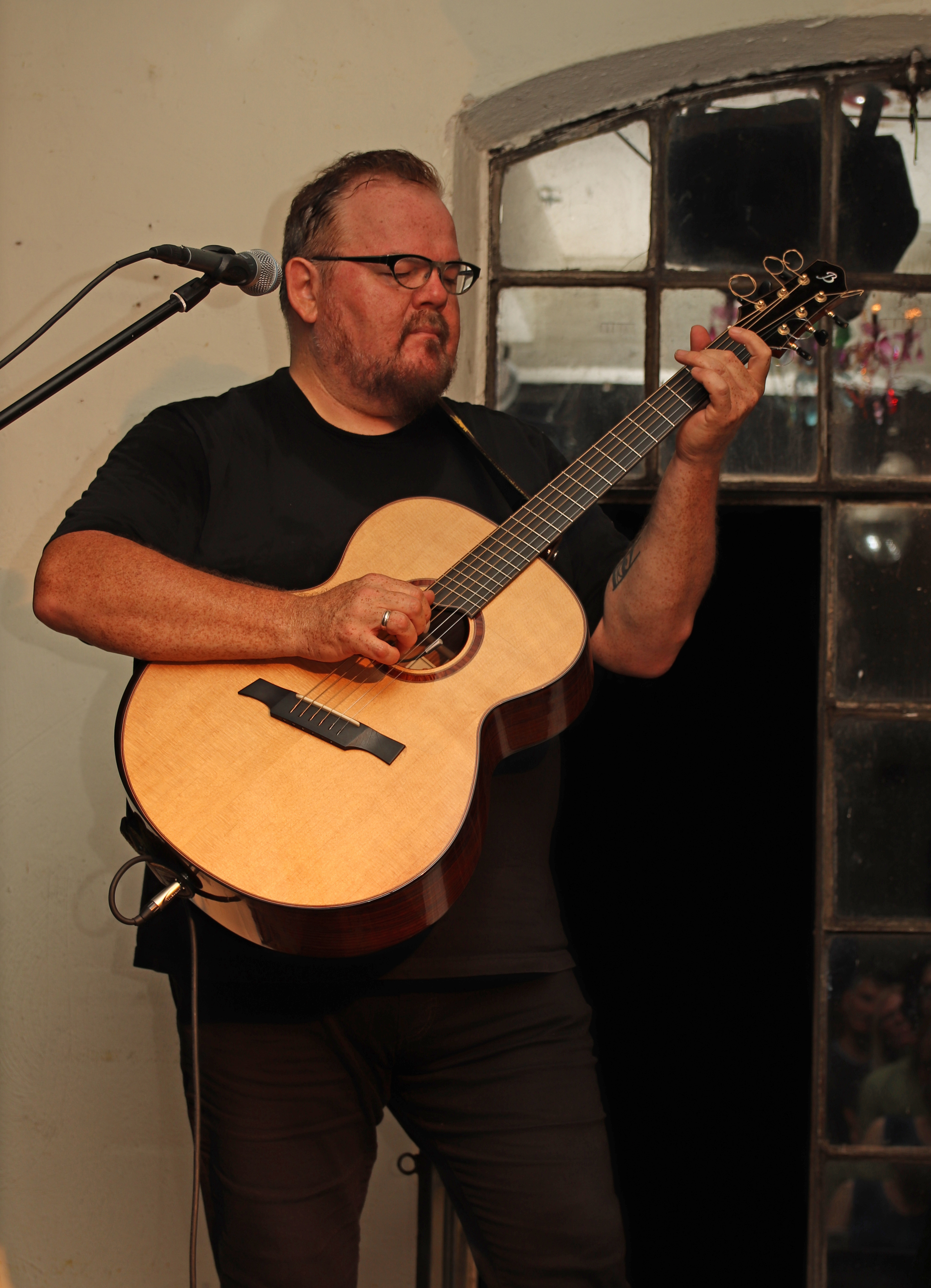
Don Ross 2018 in der Kofferfabrik (Fürth)

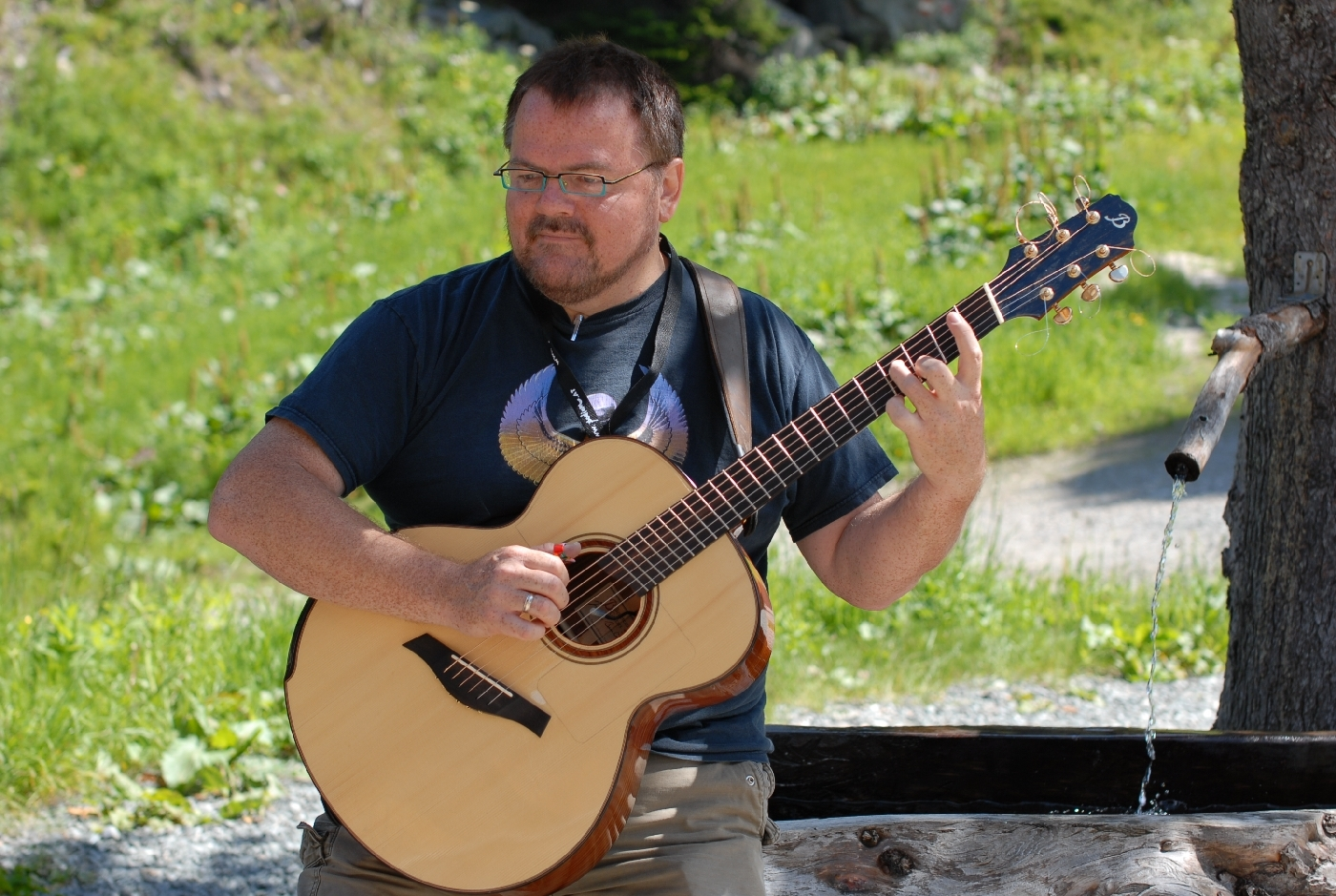
Don Ross 2009

Don Ross (* 19. November 1960 in Montreal, Québec) ist ein kanadischer Komponist und Gitarrist. Don Ross gewann als erster Kanadier mit indianischen Wurzeln den ersten Preis des renommierten amerikanischen Walnut Valley Festivals mit dem Titel US National Fingerstyle Guitar Championship (1988 und 1996).

## Biographie
Unter Benutzung von und.
Don Ross ist der Sohn eines Schotten und einer Indianerin vom Volk der Mi’kmaq. Er hat sich das Gitarrespiel im Alter von acht Jahren selbst beigebracht, später studierte er Komposition an der Fakultät für Musik an der York University in Toronto bei David Mott, James Tenney und Phil Werren. Er legte 1983 seinen Abschluss als „Bachelor of Fine Arts Music Major“ ab. Danach studierte er zwei Jahre Philosophie beim Franziskaner-Konvent in Massachusetts und New York. 1986 produzierte und veröffentlichte er sein erstes Album, Kehewin, auf Kassette und widmete sich fortan ganz der Musik. Zunächst formierte er 1986 und 1987 ein Duo mit seiner Frau Kelly McGowan, einer Sängerin, danach ein Trio mit Namen Harbord Trio mit ihr und dem Violinisten Oliver Schroer. Zu dieser Zeit war er überdies Mitglied in einem New Age/Jazz Quartett mit dem Namen Eye Music. Er komponierte Musik für verschiedene Theaterproduktionen in Toronto, welche sich mit dem Leben der Indianer in Kanada beschäftigten. Beispiele sind The Ecstasy of Rita Joe (York University, 1989), Dreaming Beauty (Inner Stage Theatre, 1990) und Big Buck City (Cahoots Theatre, 1991). Außerdem komponierte er Musik für die Radioserie Dead Dog Café. 1987 wurden einige seiner Kompositionen mit dem Toronto Symphony Orchestra aufgeführt.
Sein Sieg auf dem amerikanischen Walnut Valley Festival 1988 nach zwei früheren Versuchen zog einen Plattenvertrag mit dem Label Duke Street Records aus Toronto nach sich, dort veröffentlichte er 1989 und 1990 die nächsten zwei Alben, Bearing Straight und Don Ross. Seitdem hat er noch einige weitere Alben veröffentlicht, meistens reine Instrumentalalben, jedoch gelegentlich auch mit Texten in Englisch und Französisch. Sein Album Huron Street erreichte die Top Ten des amerikanischen Billboard Magazines in der Kategorie „New Age“. Neben der Veröffentlichung von Lehrvideos hat er bei der Zeitschrift Canadian Musician mitgearbeitet. Mit seiner Frau Kelly McGowan gewann er einen Preis beim „Ontario Council of Folk Festivals“ sowie 1996 das zweite Mal den ersten Preis des Walnut Valley Festivals. Seit 1997 veranstaltet er jedes Jahr das Don Ross Cannington Guitar Weekend, ein Gitarren-Workshop.
Im Laufe der Jahre gab er drei Lehrvideos heraus und veröffentlichte ein Buch mit 13 eigenen Stücken sowie 12 Einzel-Transkriptionen.
Don Ross tourt mit der Gitarrengruppe „Men of Steel“, einer internationalen Gitarristengruppe mit Dan Crary (Bluegrass), Beppe Gambetta (ein  Flatpicker) und Tony McManus (Celtic Folk). Daneben gibt er Workshops und ist alleine und mit verschiedenen anderen Künstlern wie Michael Manring, Andy McKee und Claus Boesser-Ferrari unterwegs.
Im Jahr 2001 starb seine Frau Kelly McGowan, Don Ross musste seine Kinder aus dieser Ehe alleine großziehen. Ross war von 2005 nach 2024 in zweiter Ehe verheiratet mit Brooke Miller, einer Sängerin und Komponistin aus Prince Edward Island, Kanada.
2005 gründete Don Ross das mittlerweile erfolgreiche Label Candyrat Records, das die Musik einer ganzen Zahl erfolgreicher Künstler vertreibt, nicht nur von Fingerstyle-Gitarristen. Vertreten sind unter anderem etwa Andy McKee, Nicholas Barron und Antoine Dufour.
Seine Musik ist von verschiedensten Quellen beeinflusst: Rock, Jazz, Folk und klassische Musik tragen zu seinem charakteristischen Stil bei, den er als „Heavy Wood“ bezeichnet. Ross bezeichnet Bruce Cockburn, Leo Kottke, John Renbourn, Pierre Bensusan, Keith Jarrett, Egberto Gismonti und Pat Metheny als seine wichtigsten Inspirationsquellen. Die hervorragende Technik und sein sicheres Gespür für Rhythmus wirken zusammen mit ungewöhnlichen Ideen und machen Don Ross unverkennbar.
Don Ross spielte zu Anfang eine Lowden S-10, ab 1997 eine Lowden O-10. Er spielt heute spezialangefertigte Gitarren von Marc Beneteau, einem kanadischen Gitarrenbauer aus St. Thomas, Ontario, die über eine Kombination aus Mikrophon und Tonabnehmer der Firma K&K verstärkt werden. Gelegentlich greift er zu einer Baritongitarre von Marc Beneteau oder benutzt eine speziell angefertigte 7-saitige Gitarre von Oskar Graf, einem Gitarrenbauer aus Clarendon, Ontario.
Im Jahr 2021 schloss Don Ross sein Studium an der University of Chichester mit einem Master of Arts in Orchestrierung ab, das er zu Beginn der Covid-19-Pandemie begonnen hatte.
Don Ross spricht neben Englisch und Französisch auch Deutsch, das er sich im Laufe seiner Deutschlandtourneen beigebracht hat.

## Diskographie

### Audio
- 1986 Kehewin (Don Ross)
- 1989 Bearing Straight (Duke Street Records)
- 1990 Don Ross (Duke Street Records)
- 1992 Three Hands (Duke Street Records)
- 1995 This Dragon Won’t Sleep (Sony Canada)
- 1996 Wintertide (Sony Canada)
- 1997 Loaded.Leather.Moonroof. (Sony Canada)
- 1999 Passion Session (Narada Masters of Acoustic Guitar)
- 2001 Huron Street (Narada/Virgin)
- 2003 Robot Monster (Narada/Virgin)
- 2005 Music for Vacuuming (CandyRat)
- 2006 Live in Your Head (Goby Fish)
- 2008 The Thing That Came From Somewhere (CandyRat), zusammen mit  Andy McKee
- 2009: Any Colour, (Goby Fish)
- 2010: Breakfast for Dogs, (CandyRat)
- 2012: Upright and Locked Position, (CandyRat)
- 2013: 12:34, with Calum Graham (CandyRat)
- 2014: PS15, (CandyRat)
- 2014: Flake, (CandyRat)
- 2017: A Million Brazilian Civilians, (CandyRat)
- 2023: Water, (Goby Fish)

### DVD, Video
- Don Ross: Fingerstyle Guitar, Volume 1
- Don Ross: The Answer Video
- 1995 Don Ross: Fingerstyle Magic
- 2004 Don Ross: Live (DVD, Vezco)

### Kompilationen, Kollaborationen
zusammengestellt von sowie.
- 1987 In from the Cold, mit dem Harbord Trio
- 1987 Shorelines, mit Eye Music
- 1990 Harbord Trio: Circle of Stone, mit dem Harbord Trio (Acoustic Music)
- 1994 Children of the World (Group Concept Music)
- 1996 Guitar Fingerstyle – A Narada Collection, Volume 1 (Narada)
- 1997 Masters Of Acoustic Guitar (Narada)
- 2001 Guitar Fingerstyle – A Narada Collection, Volume 2 (Narada)
- 2004 Live: Men of Steel. The Art of Steel-String Guitar (Thunderation Music)
- 2005 Beppe Gambetta and Friends: Live in Genova (Mel Bay Publications)
- 2006 Men of Steel : Four Way Mirror (Goby Fish)
- 2019 Don Ross Louder Than Usual (Goby Fish)

### Bücher, Noten
- The Answer Book: Nine Original Transcriptions for Solo Guitar. Don Ross (1993). New Media Video Concepts
- Mel Bay’s Master Anthology of Fingerstyle Guitar Solos: Featuring Solos by the World’s Finest Fingerstyle Guitarists! Vol. 1. Stephen Rekas (2000). ISBN 978-0-7866-5290-7, Mel Bay Publications
- Fingerstyle Guitar: Lessons in Technique and Creativity. Brian Gore (2005). ISBN 978-0-87930-812-4, Backbeat Books

## Zitierte Quellen
1. 1 2 3 4  Native Guitarist Wins International Award (Memento vom 22. Dezember 2007 im Internet Archive). In: Saskatchewan Indian, Dezember 1988. Abgerufen am 10. November 2007
2. 1 2  Walnut Valley Champions, PDF (168 KB)
3. 1 2  Betty Nygaard King: Don Ross. In:  Encyclopedia of Music in Canada. herausgegeben von The Canadian Encyclopedia, 16. Dezember 2013 (englisch, französisch).
4. ↑  Don Ross: Biographie auf seiner Website (englisch) (Memento vom 3. März 2016 im Internet Archive). Abgerufen am 10. November 2007.
5. ↑  Don Ross: The Answer Book: Nine Original Transcriptions for Solo Guitar Goby Fish Music, 1993. S. 8
6. ↑  Andrew White – Live available on Candy Rat Records (Memento vom 23. Juli 2007 im Internet Archive). Abgerufen am 11. November 2007
7. ↑  Die bei Candyrat vertretenen Künstler. Abgerufen am 10. November 2007.
8. 1 2  Guitar with Don Ross (Memento vom 27. Juni 2009 im Internet Archive). In: In Tune, 1999. Abgerufen am 10. November 2007.
9. ↑  Fanseite über Fingerstyle-Gitarristen (Memento des Originals vom 17. Mai 2011 im Internet Archive)  Info: Der Archivlink wurde automatisch eingesetzt und noch nicht geprüft. Bitte prüfe Original- und Archivlink gemäß Anleitung und entferne dann diesen Hinweis.. Abgerufen am 10. November 2007